# The Thoroughbred (film 1925)
The Thoroughbred è un film muto del 1925 diretto da Oscar Apfel.

## Trama
Spinto dallo zio, il ricco Peter Bemis, Robert Bemis cerca di entrare in società, ma finisce per innamorarsi di Mitzi Callahan, una brava ragazza che lavora a teatro come corista. Dal padre di Mitzi, Robert acquista un vecchio purosangue che vuole far correre. Quando la ragazza viene molestata, Robert la difende, colpendo l'aggressore. Viene arrestato, con l'accusa di aver pagato con un assegno falso ma ben presto verrà dimostrata la sua innocenza. Il cavallo, nel frattempo, perde malamente la corsa. Lo zio, alla fine, benedice la coppia e i due giovani possono sposarsi.

## Produzione
Il film fu prodotto dalla Phil Goldstone Productions.

## Distribuzione
Distribuito dalla Truart Film Co., il film, che a New York ottenne la licenza per la proiezione il 14 luglio 1925, venne presentato in prima a New York il 21 agosto 1925.
La rivista Variety e alcune pubblicità riportavano come titolo quello di The Thorobred.
Non si conoscono copie ancora esistenti della pellicola che viene considerata presumibilmente perduta.